# Anna Turvey
Anna Turvey (Sunderland, 5 februari 1980) is een wielrenster uit Ierland.
In 2014 nam Turvey voor Schotland deel aan de Gemenebestspelen.
Op de Europese kampioenschappen baanwielrennen 2016 behaalde ze een bronzen medaille op het onderdeel achtervolging. Ook werd ze in 2016 Iers nationaal kampioene tijdrijden.